# یواس‌سی‌جی‌سی آلدر (دبلیوال‌بی-۲۱۶)
یواس‌سی‌جی‌سی آلدر (دبلیوال‌بی-۲۱۶) (به انگلیسی: USCGC Alder (WLB-216)) یک کشتی است که طول آن ۲۲۵ فوت (۶۹ متر) می‌باشد. این کشتی در سال ۲۰۰۴ ساخته شد.